# Rhamphophasma
Rhamphophasma is een geslacht van Phasmatodea uit de familie Phasmatidae. De wetenschappelijke naam van dit geslacht is voor het eerst geldig gepubliceerd in 1893 door Karl Brunner-von Wattenwyl.

## Soorten
Het geslacht Rhamphophasma omvat de volgende soorten:
- Rhamphophasma dianicum Chen & He, 1994
- Rhamphophasma japanicum Brunner von Wattenwyl, 1907
- Rhamphophasma mallati Brunner von Wattenwyl, 1907
- Rhamphophasma modestum Brunner von Wattenwyl, 1893
- Rhamphophasma spinicorne (Stål, 1875)
- Rhamphophasma vile Brunner von Wattenwyl, 1907